# Benjamin Siegert
Benjamin Siegert (* 7. Juli 1981 in Berlin) ist ein deutscher Fußballspieler.

## Karriere
Seine bisherigen Vereine waren VfL Osnabrück, SV Wehen Wiesbaden, Eintracht Braunschweig, VfL Wolfsburg, SC Preußen Münster, Tennis Borussia Berlin, Hertha Zehlendorf und der Mariendorfer SV. Für den VfL Wolfsburg hat er ein Bundesligaspiel bestritten.
Zur Saison 2007/08 wechselte er zum Zweitligaaufsteiger SV Wehen Wiesbaden. Dort hatte er einen Zweijahresvertrag unterschrieben. Am 26. Juni 2009 wechselte er in die 3. Liga zum VfL Osnabrück und erreichte mit dem Klub den Aufstieg in die 2. Bundesliga. Nach dem sofortigen Wiederabstieg der Lila-Weißen im Sommer 2011 schloss sich Siegert dem Drittligaaufsteiger Preußen Münster an. Mit den Preußen etablierte er sich zunächst in der neuen Liga und erreichte in der Saison 2012/13 den vierten Tabellenplatz, womit die Mannschaft knapp die Aufstiegsränge zur 2. Bundesliga verpasste.
Zur Saison 2015/16 wechselte Siegert zum Verein Sportfreunde Lotte, mit denen er am Saisonende in die 3. Liga aufstieg. Danach kehrte er zu seinem früheren Jugendverein Tennis Borussia Berlin zurück. Diesen verließ er jedoch schon nach nur einer Halbserie und kehrte aus persönlichen Gründen nach Münster zurück, wo er sich dem Landesligisten SC Münster 08 anschloss. 2019 schloss er sich dem FC Nordkirchen an, bei dem er ein Jahr später seine Karriere zunächst beendete. Zur Saison 2020/21 übernahm er das Traineramt beim Westfalen-Landesligisten SV Herbern, den er zwei Spielzeiten lang betreute. Ende 2022 wurde er vom Kreisligisten DJK SV Mauritz als Spieler registriert. Dort feierte er, unter anderem mit Nils Hönicke, 2024 den Aufstieg in die Bezirksliga. 
Am 5. Oktober 2007 erzielte Benjamin Siegert in der Partie des SV Wehen Wiesbaden gegen die SpVgg Greuther Fürth das bislang schnellste Tor in der Geschichte des deutschen Profifußballs. Er brachte den Ball nach nur acht Sekunden im Tor des Gegners unter.

## Erfolge
-> 2005, Aufstieg in die 2. Liga mit Eintracht Braunschweig
- Aufstieg in die 3. Liga 2016
- Aufstieg in die Bezirksliga 2024 mit DJK SV Mauritz